# Stephan Baeck
Stephan Michael Baeck (* 12. April 1965 in Köln) ist ein ehemaliger deutscher Basketballspieler. Der Shooting Guard gehörte zur deutschen Europameistermannschaft von 1993 und gewann während seiner Spielerlaufbahn sechs Deutsche Meisterschaften sowie je einmal den deutschen Pokalwettbewerb und den Korać-Cup.

## Laufbahn

### Spieler
Stephan Baeck betrieb als Jugendlicher mehrere Sportarten, darunter Fußball, Handball und Volleyball. Im Fußball war er Mitglied des VfR Sinnersdorf und wurde in die Mittelrheinauswahl berufen. Basketball spielte er zunächst auf dem Freiplatz an der Deutschen Sporthochschule, dann auch in der Jugend von CVJM Köln und Saturn Köln.
Er wechselte in den Nachwuchs von Bayer Leverkusen und wurde 1983 noch als B-Jugendlicher von Trainer Chris Lee in den Bundesliga-Kader hochgezogen. Er wurde bereits mit 19 Jahren Nationalspieler und gewann mit dem Verein 1985 seine erste Deutsche Meisterschaft. Baeck lagen Angebote von Hochschulen aus den Vereinigten Staaten vor, die er aber nicht annahm.
Ihn zog es in seine Heimatstadt Köln, dort unterschrieb er seinen ersten Profivertrag. Mit dem BSC Saturn wurde er 1987 und 1988 deutscher Meister. Während der Endspielserie 1988 erzielte Baeck in der vierten Partie gegen seinen ehemaligen Verein aus Leverkusen 36 Punkte, was er später als sein bestes Spiel einstufte. Baeck spielte bei der NBA-Mannschaft Philadelphia 76ers vor, wurde aber vor dem Beginn der NBA-Sommerliga aussortiert.
1989 errang er mit der bundesdeutschen Auswahl Bronze bei der Universiade in Duisburg und war während des Turniers drittbester Korbschütze der Deutschen. Sein Studium in den Fächern Englisch, Erziehungswissenschaft und Sport gab er aber noch während seiner Kölner Zeit zugunsten des Basketball auf. Nach dem finanziell bedingten Aus des Spitzenbasketballs in Köln spielte Baeck ab 1990 wieder für Leverkusen. Es folgten der Gewinn des Doubles 1991 und eine weitere Meisterschaft im folgenden Jahr.
1992 wechselte Baeck zu Alba Berlin. In der Saison 1992/93 war er mit einem Punkteschnitt von 20,9 pro Bundesliga-Begegnung bester Korbschütze der Berliner. 1993/94 fiel der Wert auf 10,5 je Einsatz, 1994/95 waren es 11,7 und in seinem letzten Berliner Jahr 1995/96 10,4 Punkte pro Partie. Baeck gewann mit der Hauptstadtmannschaft 1995 den Korać-Cup. Im Finalhinspiel gegen Mailand fehlte er, im Rückspiel trug Baeck drei Punkte bei. Er war damit am ersten Sieg einer deutschen Mannschaft in einem europäischen Vereinswettbewerb beteiligt.
Bereits 1993 hatte Baeck, der auch an den Olympischen Spielen 1992 teilnahm, beim Gewinn der Europameisterschaft mit der deutschen Nationalmannschaft einen weiteren Karriere-Höhepunkt erlebt. Er erzielte auf dem Weg zum EM-Gold im Turnierverlauf 4,6 Punkte je Begegnung. Nach dem EM-Sieg war Baeck Protagonist der Nutella-Werbung. 1994 drohte seiner Laufbahn ein plötzliches Ende: Bei einem Korać-Cup-Spiel am 8. Dezember 1994 in León geriet ein Finger seines Gegenspielers in sein linkes Auge, das dabei schwer verletzt wurde. Baeck drohte auf dem Auge zu erblinden, konnte aber nach mehreren Operationen wieder Basketball spielen, wobei er fortan eine Schutzbrille trug.
Nach Stationen in Saloniki, bei den Ruhr Devils und Hagen kehrte Baeck 1999 nach Berlin zurück und beendete seine Bundesliga-Laufbahn 2000 mit einer weiteren Deutschen Meisterschaft. Er erzielte in der Bundesliga während seiner Laufbahn 5484 Punkte. Er galt als Instinktbasketballer, den Spielwitz und eine scheinbare Leichtigkeit in seinen Bewegungen und Handlungen auszeichneten. Im Buch „50 Jahre Basketball-Bundesliga“ wurde die Beschreibung seiner Spielweise unter die Überschrift „Der Zocker“ gestellt. In Spielerkreisen wurde er „Kirmes“ genannt.

### Trainer und Funktionär
Bis 2009 war er als Sportdirektor, teils als Geschäftsführer und vorübergehend auch als Cheftrainer (ab Saisonbeginn 2002/03, Entlassung im November 2003 nach fünf Niederlagen aus fünf Bundesliga-Spielen) für die unter verschiedenen Namen firmierende Kölner Bundesligamannschaft tätig. In diese Zeit fiel Kölns Gewinn der deutschen Meisterschaft (2006) sowie die Pokalsiege 2004, 2005 und 2007. Im Jahr 2010 gründete Baeck in Köln ein Unternehmen, mit dem er Dienstleistungen in den Bereichen Laufbahnberatung und Training anbot.
Er kommentierte als Experte Spiele im Rahmen von Basketball-Übertragungen beim Sender Sport1. Ebenso war er 2011 einer von zwei Assistenztrainern der deutschen Nationalmannschaft. Außerdem war er von 2011 bis Dezember 2014 Trainer der NBBL-Mannschaft der RheinStars Köln (bis Ende der Saison 2012/13 Köln 99ers) und ab 2012 geschäftsführender Gesellschafter der Betreibergesellschaft der RheinStars Köln. Die RheinStars führte er in dieser Funktion 2015 als Regionalliga-Meister in die 2. Bundesliga ProA, indem die 2. Bundesliga ProB übersprungen wurde. In der zweithöchsten deutschen Spielklasse spielten Baecks Kölner in der Lanxess-Arena. Aufgrund der dadurch entstehenden hohen Kosten und mangels einer geeigneten Alternativspielstätte zog Baeck die RheinStars gemeinsam mit seinem Geschäftsführerpartner Marc-Thilo Schott nach dem Ende der Saison 2017/18 in die 2. Bundesliga ProB zurück. Unter seiner Leitung wurde in der Wilhelm-Mauser-Straße in Köln-Bickendorf 2020 ein Basketball-Trainingsstützpunkt mit zusätzlichen Räumen für die Geschäftsführung eingerichtet. Nach dem Abstieg in die Regionalliga kehrte er mit den RheinStars 2020 in die ProB zurück. Im Februar 2022 übernahm Baeck bei den in der ProB abstiegsbedrohten Kölnern neben seinen Aufgaben als Geschäftsführer auch das Traineramt. Den sportlichen Klassenerhalt schaffte er mit der Mannschaft nicht, Anfang Mai 2022 stand der Abstieg fest. Dank einer Ligaaufstockung blieb Baeck mit den Kölnern in der 2. Bundesliga ProB. Im Spieljahr 2023/24 führte er die Mannschaft zum Gewinn der Hauptrundenmeisterschaft in der Nordstaffel der 2. Bundesliga ProB sowie anschließend in die Endspiele, die gegen Rhöndorf verloren wurden. Baeck wurde in einer Abstimmung unter den ProB-Ligisten zum besten Trainer der Saison 2023/24 gewählt. Da Baeck und die Kölner keine Spielstätte vorweisen konnten, die den Mindestanforderungen der 2. Bundesliga ProA genügte, wurde der Mannschaft trotz sportlichem Aufstieg die Teilnahme an der 2. Bundesliga ProA verweigert. Im Juni 2025 stieg man als Nachrücker in die 2. Bundesliga ProA auf.

## Sonstiges
Die Stadt Köln ernannte ihn zum Sportbotschafter. Sein Sohn Leon Baeck spielte zeitweise für die RheinStars Köln.